# ماساشی نیتا
ماساشی نیتا (ژاپنی: 二戸 将؛ زادهٔ ۵ مهٔ ۱۹۸۹) یک بازیکن فوتبال اهل ژاپن است.
از باشگاه‌هایی که در آن بازی کرده‌است می‌توان به باشگاه فوتبال بلاوبلیتز آکیتا اشاره کرد.